# Amazon Redshift
Amazon Redshift — облачная СУБД, ориентированная на построение хранилищ данных, входящая в состав Amazon Web Services.
Реализована на базе столбцовой реляционной массово-параллельной СУБД ParAccel (с принадлежит Actian), основывающейся в свою очередь на PostgreSQL 8.0.2. Заявляется о способности обрабатывать до 16 ПБ на кластер (в сравнении с максимальными 16 ТБ в Amazon RDS).
Название англ. redshift — «красное смещение» — отсылает к корпорации Oracle (использующей красный цвет в рекламной продукции), продукты которой предполагается заместить благодаря переходу на эту СУБД.